# Bataille du 4 mai
Guerre d'indépendance du Brésil
La Bataille du 4 mai est un combat naval qui se déroule au large de Salvador (Bahia) le 4 mai 1823 entre la marine brésilienne sous le commandement de l'ancien amiral de la marine britannique Thomas Cochrane et la marine portugaise durant la guerre d'indépendance du Brésil .

## Contexte
À la suite de la déclaration d'indépendance brésilienne, vis-à-vis du Portugal, en septembre 1822, le Brésil commence à rassembler une flotte de navires de guerre mais a du mal à trouver des marins qualifiés pour piloter ces navires. En décembre 1822, le Brésil sollicite des mercenaires anglais. Thomas Cochrane, qui met fin au contrôle espagnol du Chili avec la capture de Valdivia en février 1820, se voit offrir le commandement de la flotte brésilienne .
Cochrane arrive le 13 mars 1823 avec plusieurs officiers et marins qui ont servi avec lui au Chili. Après quelques négociations sur les conditions de compensation, Cochrane prend le commandement de la flotte brésilienne à bord du navire amiral « Pedro I » le 21 mars 1823. Le 29 mars, il reçoit l'ordre de bloquer Bahia ainsi que de détruire ou capturer toute expédition portugaise qu'il y trouverait. Cochrane navigue le 3 avril avec la frégate « Piranga » et les clippers « Liberal » et « Maria da Glória » qui sont armés comme des corvettes. Le brick « Guarani » et la goélette « Real » accompagnent l'escadron pour être utilisés comme brûlots mais ils ne sont pas préparés au combat. La frégate Nitherohy rejoint l'escadre le 29 avril .
Le vaisseau amiral de Cochrane, le « Pedro I », est classé comme un navire de ligne de 74 canons. Son équipage est composé de 160 marins anglais et nord-américains ainsi que de 130 marins noirs récemment émancipés de l'esclavage, le reste étant des marins portugais légèrement qualifiés payés moins de la moitié du salaire standard des marins expérimentés. Cochrane considère que l'équipage manque de 120 hommes par rapport à un effectif normal et que 300 hommes supplémentaires pourraient être efficacement employés dans des conditions de combat .

## Bataille
Le 30 avril, les Portugais se préparent à affronter l'escadre brésilienne. Peu de temps après le lever du soleil, le 4 mai 1823, la flotte brésilienne détecte les navires portugais alors que treize naviguent sous le vent. Pour compenser l'infériorité numérique des navires brésiliens, Cochrane tente de couper la ligne portugaise pour engager les quatre navires les plus en arrière avant qu'ils ne puissent manœuvrer . Cochrane fait signe à son escadron de le suivre alors qu'il manœuvre « Pedro I » pour couper la ligne portugaise derrière la frégate « Constituição » et devant le navire portugais de transport de troupes « Princesa Real ». « Pedro I » ouvre le feu sur « Princesa Real » à midi, en prévision que le reste de l'escadre brésilienne engage les trois autres navires portugais.
À cette époque, les marins portugais sous-payés à bord des navires brésiliens font preuve de loyauté envers le Portugal plutôt qu'envers le Brésil. « Piranga », « Nitherohy » et « Liberal » ne réussissent pas à suivre « Pedro I » à portée de tir des navires portugais. Deux marins portugais affectés à la poudrière du « Pedro I » emprisonnent les poudriers envoyés pour transporter la poudre pour recharger les canons. Seule « Maria da Glória », avec un équipage de Brésiliens entraînés par leur capitaine français Beaurepaire, engage efficacement l'ennemi. Cochrane réussi à se désengager après avoir reconnu son incapacité à obtenir un avantage, même localisé, et empêche l'équipage portugais du « Real » de rendre son navire brésilien à l'ennemi .

## Conséquences
Cochrane se retire à Morro de São Paulo où il organise un blocus avec « Pedro I » et « Maria da Glória ». Les navires brésiliens restants transfèrent leurs meilleurs marins sur les deux navires bloquants. Ils sont confiés aux soins du capitaine Pio et d'hommes d'une loyauté incontestée envers le Brésil . Lorsque le général de brigade Inácio Luís Madeira de Melo et ses soldats portugais quittent la capitale le matin du 2 juillet 1823, Cochrane poursuit la flotte jusqu'au Portugal, réussissant à capturer sept navires pendant la poursuite. La ville de Salvador est prise par les troupes brésiliennes rejoignant l'empire du Brésil.

## Navires engagés

### Brésil (Cochrane)
Noms des navires suivis du nombre de canons à bord :
- Pedro I 64 (drapeau, capitaine Crosbie)
- Maria da Glória (Beaurepaire)
- Piranga (Jowett)
- Liberal (Garcão)
- Guarani
- Real
- Nitheroy (Taylor)

### Portugal
Noms des navires suivis du nombre de canons à bord :
- Dom João 74
- Constituição 50
- Pérola 44
- Princesa Real 28
- Calypso 22
- Regeneração 26
- Activa 22
- Doze de Fevereiro 26
- Audaz 20
- São Gualter 20
- Príncipe do Brazil 26
- Restauração 26
- Conceição 8

## Sources
- MAIA, Prado. A Marinha de Guerra do Brasil na Colônia e no Império (2a. ed.). Rio de Janeiro: Cátedra, 1975, p. 72 et 73

## Référence
- (en) Cet article est partiellement ou en totalité issu de l’article de Wikipédia en anglais intitulé « Battle of 4 May » (voir la liste des auteurs).

1. ↑  Maia 1975, p. 72.
2. 1 2  Maia 1975, p. 73.
3. 1 2 3 4 5 6  Thomas Cochrane, Récit des services rendus lors de la libération du Chili, du Pérou et du Brésil de la domination espagnole et portugaise, vol. II, Londres, James Ridgway, 1859, 5–33 p.